# Greg Van Emburgh
Greg Van Emburgh (New York, 10 maggio 1966) è un ex tennista statunitense.

## Carriera
In carriera ha vinto 6 titoli di doppio. Nei tornei del Grande Slam ha ottenuto il suo miglior risultato raggiungendo le semifinali di doppio a Wimbledon nel 1990, in coppia con il sudafricano Stefan Kruger.

## Statistiche

### Doppio

#### Vittorie (6)
| Numero | Anno | Torneo                                             | Superficie  | Compagno          | Avversari in finale           | Punteggio     |
| 1.     | 1988 | Schenectady Open, Schenectady                      | Cemento     | Alexander Mronz   | Paul Annacone Patrick McEnroe | 6–3, 6–7, 7–5 |
| 2.     | 1992 | Hypo Group Tennis International, Genova            | Terra rossa | Shelby Cannon     | Paul Haarhuis Mark Koevermans | 6–1, 6–1      |
| 3.     | 1992 | Waldbaum's Hamlet Cup, Long Island                 | Cemento     | Francisco Montana | Gianluca Pozzi Olli Rahnasto  | 6–4, 6–2      |
| 4.     | 1994 | Internazionali di Tennis di San Marino, San Marino | Terra rossa | Neil Broad        | Jordi Arrese Renzo Furlan     | 6–4, 7–6      |
| 5.     | 1995 | Austrian Open, Kitzbühel                           | Terra rossa | Francisco Montana | Jordi Arrese Wayne Arthurs    | 6-7, 6-3, 7-6 |
| 6.     | 1997 | International Tennis Championships, Coral Springs  | Terra rossa | Dave Randall      | Luke Jensen Murphy Jensen     | 6-7, 6-2, 7-6 |